# Herb powiatu słubickiego
Herb powiatu słubickiego – jeden z symboli powiatu słubickiego, którego obecna wersja, autorstwa Alfreda Znamierowskiego, została ustanowiona 28 grudnia 2017.

## Wygląd i symbolika
Herb przedstawia na tarczy w polu srebrnym czerwonego orła brandenburskiego nad błękitnym pasem falistym.
Nowy herb powiatu wzbudził spore kontrowersje wśród mieszkańców powiatu. Zarzucano m.in. brak elementów związanych z polską historią regionu w herbie. Negatywnie w kwestii nowych insygniów powiatu wypowiedział się również prof. UAM dr hab. Grzegorz Podruczny, historyk i pracownik naukowy Polsko-Niemieckiego Instytutu Badawczego w Collegium Polonicum.

## Historia

Herb powiatu słubickiego w latach 2000–2018

W latach 2000–2017 powiat posługiwał się herbem przedstawiającym na tarczy dwudzielnej w słup w polu pierwszym, czerwonym połuorła białego piastowskiego. W polu drugim – złotym, z lewa skos błękitną, falującą wstęgę, symbolizująca rzekę Odrę.